# Games (magazine américain)
Ne doit pas être confondu avec le magazine français du même nom.
 (décembre 2018).
Si vous disposez d'ouvrages ou d'articles de référence ou si vous connaissez des sites web de qualité traitant du thème abordé ici, merci de compléter l'article en donnant les références utiles à sa vérifiabilité et en les liant à la section « Notes et références ».
Games est un magazine américain mensuel traitant des jeux édité par Games Publications (Kappa Publishing Group).